# Cortinicara biloba
Cortinicara biloba is een keversoort uit de familie schimmelkevers (Latridiidae). De wetenschappelijke naam van de soort werd in 1983 gepubliceerd door Wolfgang H. Rücker.